# 迪安韋利
14°52′26″N 2°55′5″W / 14.87389°N 2.91806°W
迪安韋利（法語：Dianwély），是馬里的城鎮，位於該國中部，由莫普提區的杜安扎省負責管轄，處於杜安扎東南面8公里，面積166平方公里，2009年人口3,363，人口密度每平方公里20人。